# مجمع‌الجزایر بیسمارک
مجمع‌الجزایر بیسمارک (به انگلیسی: Bismarck Archipelago) گروهی از جزایر که در خارج از ساحل شمالشرقی پاپوآ گینه نو و در منطقه اقیانوس آرام غربی قرار گرفته است.
مجمع‌الجزایر بیسمارک ۵۰۰۰۰ کیلومتر مربع مساحت دارد